# فرودگاه شهری راکوود
فرودگاه شهری راکوود (به انگلیسی: Rockwood Municipal Airport) یک فرودگاه همگانی با کد یاتا RKW است که یک باند فرود آسفالت دارد و طول باند آن ۱۵۲۴ متر است. این فرودگاه در کشور ایالات متحده آمریکا قرار دارد و در ارتفاع ۵۰۷٫۲ متری از سطح دریا واقع شده است.